# San Isidro, Comonfort
San Isidro är en ort i Mexiko.   Den ligger i kommunen Comonfort och delstaten Guanajuato, i den centrala delen av landet, 220 km nordväst om huvudstaden Mexico City. San Isidro ligger 1 802 meter över havet och antalet invånare är 828.
Terrängen runt San Isidro är kuperad norrut, men söderut är den platt. Runt San Isidro är det tätbefolkat, med 790 invånare per kvadratkilometer. Närmaste större samhälle är Comonfort, 2,8 km nordost om San Isidro. Omgivningarna runt San Isidro är en mosaik av jordbruksmark och naturlig växtlighet.